# Schistomeringos nigridentata
Schistomeringos nigridentata är en ringmaskart som beskrevs av Oug 1978. Schistomeringos nigridentata ingår i släktet Schistomeringos och familjen Dorvilleidae. Inga underarter finns listade i Catalogue of Life.